# Ramah (Nowy Meksyk)
Ramah – jednostka osadnicza w Stanach Zjednoczonych, w stanie Nowy Meksyk, w hrabstwie McKinley.